# Fist II: The Legend Continues
Fist II: The Legend Continues, o Fist: The Legend Continues nella versione americana su disco, è un videogioco picchiaduro pubblicato nel 1986 da Melbourne House per Commodore 64 e ZX Spectrum. Era pubblicizzata anche una versione per Amstrad CPC che però non risulta pubblicata.
È il seguito di The Way of the Exploding Fist e rispetto al predecessore introduce una componente esplorativa a scorrimento, ma non ebbe lo stesso grande successo. L'ulteriore seguito è Exploding Fist + del 1988.

## Modalità di gioco
Il giocatore controlla un combattente orientale di arti marziali, che deve attraversare il territorio di un signore della guerra per trovare delle pergamene perdute. Il territorio è formato da un labirinto di ambienti a scorrimento orizzontale in entrambi i sensi con visuale di profilo; gli sfondi sono mostrati in prospettiva ma il gioco è bidimensionale. La base nemica si trova su un vulcano e si devono attraversare giungle, caverne, edifici e paludi.
Lungo il percorso si possono incontrare, uno alla volta, combattenti nemici con diversi livelli di abilità. A questo punto il gioco diviene un picchiaduro uno contro uno a mani nude con 17 mosse a disposizione, molto simile a un incontro di The Way of the Exploding Fist, ma in questo caso ciascun contendente ha una barra di energia e il combattimento è fino alla morte, a meno che si scelga di fuggire. Sono presenti anche altri pericoli, come pantere e gas velenosi.
Quando il personaggio trova un tempio può mettersi in meditazione per recuperare l'energia perduta e, in proporzione agli avversari che ha sconfitto, anche per aumentare l'energia massima. Inoltre, se si possiede una delle otto pergamene, ciascuna identificata da un trigramma, e la si porta al tempio corrispondente, si ottiene una capacità necessaria a completare l'avventura e si vince una vita (inizialmente se ne ha una sola).
Il gioco include anche una modalità torneo, che nella versione in cassetta è un programma separato sul lato B. È un più tradizionale picchiaduro a incontri, per due giocatori oppure contro una serie di avversari controllati dal computer. Si passa direttamente ai combattimenti, su scenari variabili a schermata fissa, senza la componente di avventura.